# Aabenraa
Aabenraa (o Åbenrå; in tedesco: Apenrade) è una cittadina danese situata nella regione della Danimarca Meridionale (Syddanmark). La città è il capoluogo del comune omonimo.
Aabenraa e il suo porto si trovano all'estremità dell'omonimo fiordo, che si apre nel Piccolo Belt, lo stretto di mare tra la penisola danese dello Jutland e l'isola di Fionia.

## Origini del nome
Il nome più antico della città era Øpnor. Il nome appare per la prima volta in degli scritti dei re Valdemar nel 1231, durante una scorreria dei Venedi. Dal 1257 il nome è stato cambiato in Obenroe. In un documento del 1257, il re Christoffer I chiese a dei monaci del Løgumkloster se le loro navi dovevano attraccare al porto di Obenroe (il che dà testimonianza del fatto che il nome fosse cambiato in Obenroe).
Poco dopo la città cominciò ad essere chiamata Apenrade, probabilmente da una storpiatura del tedesco del nome di Apenra, più il suffisso -rade, e alla fine ha prevalso il nome Apenrade. Solamente negli anni 1840-50 il nome ha assunto la forma di Aabenraa, nome che è diventato ufficiale quando questa città è passata dal dominio tedesco a quello danese.

### Controversie sul nome
L'ortografia con la lettera Å fu introdotta con la riforma ortografica del 1948 (quindi dopo un secolo di scrittura con Aa) e
Aabenraa, come Aalborg, è una delle città danesi che ha combattuto per mantenere la vecchia ortografia nel suo nome. I cittadini infatti temevano di perdere il primato di essere la località elencata al primo posto in ordine alfabetico nella maggior parte delle lingue internazionali basate sull'alfabeto latino. Infatti la lettera Å viene posizionata all'ultimo posto nell'alfabeto danese e norvegese. Fu necessario apportare una revisione alle regole di ortografia ufficiale per mantenere la possibilità di scrivere il nome con la doppia "Aa", anche se la versione Åbenrå rimane quella ufficialmente raccomandata.
Sebbene molti locali preferiscano la scrittura con Aa, per indicare la scrittura della città in dialetto sonderjysk, si scrive Affenrå o Åffenrå.

## Storia

### Medioevo ed età moderna
Øpnor era originariamente un villaggio che sorgeva su un fiume. Durante il medioevo il villaggio si ingrandì attorno al castello di Øpnor Hus. In quegli anni la cittadina era una piccola comunità urbana portuale, dedita soprattutto all'artigianato e alla pesca.
A partire dalla seconda metà del XVIII secolo Aabenraa iniziò a svilupparsi e a crescere come centro di commerci marittimi, cantieristico e peschereccio. La flotta della città crebbe a tal punto che divenne tra le più numerose della Danimarca, terza solo a Copenaghen e Flensburgo.

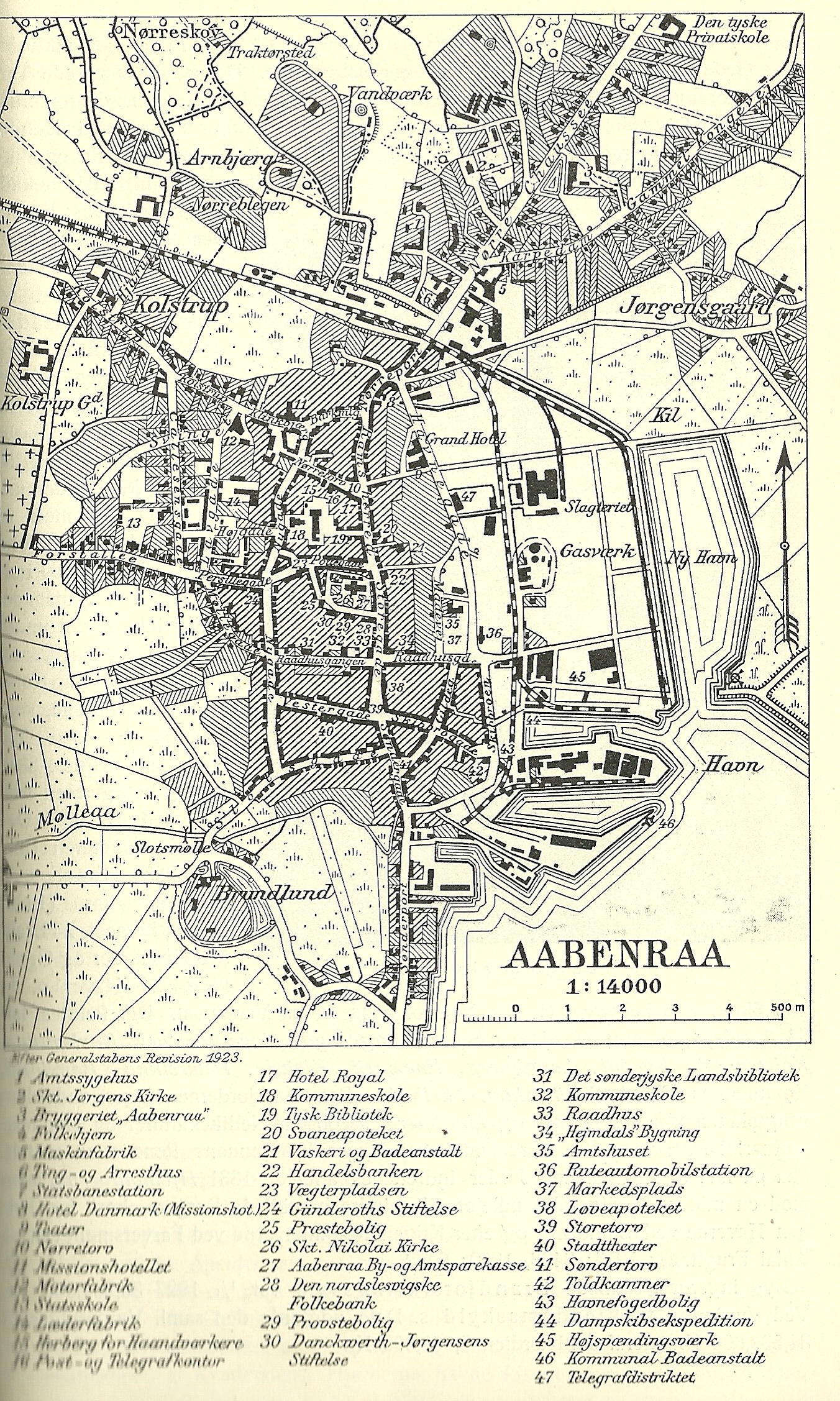
Mappa di Aabenraa del 1923

### Dal dominio prussiano al dominio danese
Nel 1864, a seguito della sconfitta danese nella seconda guerra dello Schleswig, Aabenraa e il suo territorio entrarono a far parte del Regno di Prussia. Durante il dominio prussiano lo sviluppo ristagnò molto, in quanto venne quasi abbandonato il cantiere navale, sostituito da quello di Flensburgo. Dal 1871, Aabenraa fece parte dell'Impero tedesco con il nome di Apenrade. Durante il dominio tedesco venne costruita una scuola di navigazione e nel 1901 un collegamento ferroviario con Rødekro.
Nel 1920 la provincia dello Schleswig-Holstein venne interessata da un plebiscito volto a ridisegnare, su base etnica, il confine tra Danimarca e Germania. Nonostante ad Aabenraa il 55,1% della popolazione votasse a favore di rimanere sotto il dominio di Berlino, nelle campagne limitrofe, e più in generale in tutto lo Schleswig settentrionale, la maggioranza dell'elettorato optò per il passaggio di sovranità e la municipalità di Aabenraa fu ceduta alla cora danese. Durante gli anni dal 1920 al 1960 circa, Aabenraa fu il centro della minoranza tedesca dello Schleswig settentrionale. Dal 1946 viene pubblicato un giornale in tedesco, il Der Nordschleswiger. Una scuola privata tedesca e una biblioteca tedesca sono state aperte nel 1947, mentre un asilo nido tedesco nel 1956.
Nel 1925 il porto fu ampliato con 450 metri di ormeggio, e venne fondata una centrale elettrica, la Sønderjyllands Højspændingsværk.
La città divenne centro amministrativo della contea di Sønderjylland nel 1970.

## Geografia antropica
La struttura della città è caratterizzata da parti designate in epoche diverse tra loro.

### Suddivisioni amministrative
Dal XIX secolo la città è divisa in 7 quartieri: 
- Slotsgade
- Store Pottergade
- Lille Pottergade
- Nygade
- Nybro
- Skibbrogade
- Gildegade

## Monumenti e luoghi d'interesse
- Krusmølle
- Den Gamle Smedie
- Hans Falcks Hus
- Jacob Michelsen's Gård

### Castelli
- Castello di Brundlund: fu fondato dalla regina Margherita I nel XV secolo.
- Castello di Postmestergården

### Architetture religiose
Ci sono in totale 4 chiese ad Aabenraa: 
- Chiesa di San Nicola: è la più importante e fu costruita nel XIII secolo.
- Chiesa di Høje Kolstrup
- Chiesa di San Giorgio
- Chiesa di Sankt Asgar

## Cultura

### Musica
La città dispone di diverse orchestre e scuole musicali:
- Aabenraa Bassa Band
- Aabenraa Music School
- Aabenraa School Orchestra
- Bigbandet Pianoforte
- Bivox Music Association
- Sønderjyske Garde
- Virgo Fanny Bigband
- Sønderjysk Amatør Symfoni Orkester

### Archivi e biblioteche
Sono presenti diversi archivi della contea di Sønderjylland ad Aabenraa, anche del periodo prussiano.
La Aabenraa Library è la principale biblioteca della città, e come biblioteca comunale, contiene, tra le altre cose, anche molta letteratura locale. La Deutsche Zentralbücherei, invece, è la biblioteca per la minoranza tedesca della città.

### Musei
- Dipartimento di Storia Locale di Sønderjysk: raccoglie immagini, suoni, filmati, spartiti, libri di canzoni, libri di inni, libri scolastici raccolti in tutto lo Jutland dagli inizi degli anni 60.
- Museo Marittimo di Sønderjyllands: fu fondato nel 1887 e raccoglie molte informazioni sulla storia navale di Aabenraa, soprattutto degli anni 1700-1800, in cui l'attività portuale era l'occupazione principale dei cittadini.
- Museo d'arte: si trova nel castello di Brundlund. Espone principalmente opere danesi successive al 1920, ma anche molti reperti risalenti al XIX secolo, tra cui dipinti, grafiche e sculture. Recentemente è stata istituita una scuola visiva.
- Sønderjysk Spejdermuseum

### Istruzione
Come città più grande della regione, Aabenraa è il centro di istruzione più importante del Syddanmark.

#### Scuole
Le scuole primarie presenti all'interno della città sono tre:
- Kongehøjskolen
- Høje Kolstrup Skole
- 10 Skole.

A Stubbæk, poco fuori della città, si trova un'altra scuola elementare.
Le scuole private sono in tedesco.
- Aabenraa Friskole
- Deutsche Privatschule Apenrade

Sono presenti molte scuole superiori: 
- Aabenraa State School
- Technical High School
- IBC Aabenraa
- VUC Aabenraa
- Baltic High School
- Social og Sundhegskolen Syd
- University College Syddanmark
- Deutsches Gymnasium für Nordschleswig: è la scuola superiore in tedesco, che comunque consente di diplomarsi sia in tedesco che in danese.

## Economia
È importante l'industria portuale e marittima.

## Infrastrutture e trasporti

### Porti
Il porto di Aabenraa è il terzo in Danimarca per profondità (8,5 metri) e il migliore del Syddanmark.

## Amministrazione

### Gemellaggi
- Kaltenkirchen

## Sport

### Eventi
La cittadina ha ospitato i campionati europei di triathlon middle distance del 1985.

### Equitazione
- Club Sønderskov

### Nautica
- Aabenraa Boat Club